# Dictyanthus pavonii
Dictyanthus pavonii är en oleanderväxtart som beskrevs av Joseph Decaisne. Dictyanthus pavonii ingår i släktet Dictyanthus och familjen oleanderväxter. Inga underarter finns listade i Catalogue of Life.